# Astana Nurły Żoł
Astana Nurły Żoł (kaz. Acтана-Нұрлы жол) – główny dworzec kolejowy w Astanie, otwarty 1 czerwca 2017 w ramach przygotowań miasta do wystawy Expo 2017. W założeniu projektantów miał przejąć cały ruch kolejowy z peryferyjnie położonego dworca Astana-1. Przestrzeń hali dworcowej stworzyła turecka firma Tabanlıoğlu Architects, natomiast za halę dworcową odpowiadało tureckie biuro projektowe MIPIM AR Future Projects Award. W 2018 roku otwarto autobusową część dworca.